# Thyrfing
Thyrfing é uma banda de viking metal da Suécia. Seu nome vem de uma espada real da mitologia nórdica. 
Talvez seja errado chamar o Thyrfing de uma banda única, mas a sua evolução musical e progressiva, e ainda com suas raízes em mente, deu à banda fãs por todo o mundo. Thyrfing toca o seu metal com um toque setentrional junto com o folk e influências sinfônicas, e são considerados uns dos melhores no seu gênero.

## História
A banda foi formada no começo de 1995, e depois de duas fitas-demo eles foram escolhidos pela gravadora Hammerheart Records em 1997. Seu primeiro álbum que levou o nome da própria banda, produzido por Tomas Skogsberg no conhecido Sunlight Studio, viu a luz do dia em março de 1998. A crítica concordou que o álbum talvez não fosse uma obra-prima, mas um aviso para o que viria. Thyrfing era uma banda com potencial.
Exatamente um ano após sua estreia, "Valdr Galga" foi lançado. Desta vez gravado no Abyss Studio e produzido por Tommy Tägtgren. O álbum recebeu incríveis críticas em todo canto do mundo e 1999 transformou-se em um dos períodos de maior sucesso da banda. Thyrfing tocou no Dynamo Open Air, seguido por uma tour de três semanas com Six Feet Under, Vader, Enslaved, Cryptopsy e Nile. Nessa turnê a Hammerheart lançou duas demos do Thyrfing em um CD limitado chamado "Hednaland".
Durante a entrada do novo milênio, Thyrfing estava pronto para lançar sua força primordial. Mais uma vez com Tommy Tägtaren, "Urkraft" foi colocado na fita e lançado em agosto. O ano também teve duas mini-turnês com Primordial e Shadowbreed pelos Países Baixos, Bélgica e Alemanha.
No outono de 2001 eles entraram no Dug-Out Studio (junto com o conhecido produtor Daniel Bergstrand) para gravar o álbum mais diverso e maduro do Thyrfing até então: "Vansinnesivor". O álbum foi lançado em julho do ano seguinte, gravado perfeitamente por Niklas Sundin, e foi um grande passo para a banda. Com vocais mais experimentais, canções distintas e focadas, com instrumentos diferentes como violinos e percussões feitas artesanalmente e com uma grande parte de letras em sueco, a banda venceu uma nova batalha e enraizou sua posição junto ao gênero.
Para apoiar o álbum, Thyrfing tocou durante o inverno com duas bandas abrindo seus shows (Freedom Call e Dismember) em Estocolmo, e fez uma pequena turnê como banda principal em Benelux com Cruachan e Shadowbreed. A banda seguiu com essas duas abrindo shows durante 2003.

## Integrantes
Formação atual
- Patrik Lindgren  –  guitarra (1995-presente)
- Joakim Kristensson  –  baixo (2012-presente), bateria (1995-2012)
- Jens Rydén  –  vocal (2007-presente)
- Fredrik Hernborg  – guitarra (2009-presente)
- Dennis Ekdahl  –  bateria (2012-presente)

Outros membros
- Peter Löf  –  teclado (1995-2014)
- Kimmy Sjölund  –   baixo (1995-2012)
- Thomas Väänänen  –   vocal (1996-2006)
- Henrik Svegsjö  –  guitarra (1998-2007)
- Vintras  –  guitarra (1998)

## Discografia

### Álbuns
- Thyrfing (1998)
- Valdr Galga (1999)
- Urkraft (2000)
- Vansinnesvisor (2002)
- Farsotstider (2005)
- Hels Vite (2008)
- De ödeslösa (2013)

### EPs
- Hednaland CD 1999
- Solen Svartnar 7" EP 1999

### Demos
- Solen Svartnar 7" Demo 1995
- Hednaland Demo 1996